# Phyllachora meliae
Phyllachora meliae är en svampart som beskrevs av Pat. 1913. Phyllachora meliae ingår i släktet Phyllachora och familjen Phyllachoraceae.   Inga underarter finns listade i Catalogue of Life.